# 前野健太
前野 健太（まえの けんた、1979年2月6日 - ）は、日本のシンガーソングライター。埼玉県入間市出身。通称「マエケン」。ライブでは、アコースティックギターソロ、エレキギターソロ、バンド「前野健太とDAVID BOWIEたち」「前野健太とソープランダーズ」、「前野健太 with おとぎ話」などの形態で出演。

## 来歴・概要
- 2000年頃
  - 作詞・作曲をはじめ、東京都内を中心にライブ活動、自宅での録音を精力的に行う。
- 2004年
  - バンド「さむつらす」を結成、ギター・ボーカルを担当。
- 2006年
  - 「さむつらす」活動休止。再びソロになり、並行してメンバー不定形バンド「前野健太バンド」（現「前野健太とDAVID BOWIEたち」）を始動する。
- 2007年
  - 9月　自ら立ち上げたレーベル”romance records”よりアルバム『ロマンスカー』をリリースしデビュー。
- 2008年
  - 映画「梅田優子の告白」の映画音楽を担当。
- 2009年
  - 元日、東京・吉祥寺で行われたゲリラライブを1カット74分で撮影したドキュメンタリー映画「ライブテープ」（松江哲明監督）は、第22回東京国際映画祭の日本映画・ある視点部門で作品賞を受賞[1]。
  - 1月　2ndアルバム『さみしいだけ』発表。全曲一人で多重録音を行う。
  - 『ロマンスカー』収録の「天気予報」が、映画『デトロイト・メタル・シティ』のメイキング映像の挿入歌として使用される。
  - 12月　吉祥寺の銭湯、弁天湯で風呂ロックを開催する。松江哲明もトークゲストとして参加。
- 2010年
  - 日本全国、および、ドイツ、NY、ロンドンなどでライブを行う。
- 2011年
  - 1月　「曽我部恵一と前野健太の一週間」ライブを行う。各公演で新曲を1曲ずつ披露するという画期的なライブ。福岡公演よりスタート。
  - 2月　3rdアルバム『ファックミー』リリース。
  - 10月　映画「トーキョードリフター」（監督：松江哲明／出演：前野健太）が、第24回東京国際映画祭で上映される。同年12月10日に渋谷ユーロスペースにて公開。
  - 12月14日、映画「トーキョードリフター」のサウンドトラック・ミニアルバム『トーキョードリフター』を発売。CD発売記念ジャパンツアーと題し「前野健太とDAVID BOWIEたち」で初の全国レコ初ツアーを行う。
  - 12月　第14回みうらじゅん賞を受賞。
- 2012年
  - 1月　auのCM「あたらしい自由」編に出演。
- 2013年
  - 1月、ジム・オルークプロデュースによる4thアルバム『オレらは肉の歩く朝』をリリース。また、同年12月には『ハッピーランチ』をリリースする。
- 2016年
  - 12月、みうらじゅん原作・安齋肇が初監督を務める映画『変態だ』で主演を務め、劇中では極寒の冬山で亀甲縛りなど過激なシーンを体当たりで演技する。
- 2017年
  - 2月、舞台『なむはむだはむ』で舞台初出演[2]。
- 2018年
  - 1月、倉科カナ主演のNHK BSプレミアムのドラマ『あったまるユートピア』に主題歌「いのちのきらめき」を提供。前野自身もドラマに出演した。
  - 4月、オリジナルアルバムとしてはおよそ4年ぶりの6thアルバム『サクラ』をリリース。プロデューサーに荒内佑（cero）、石橋英子、岡田拓郎（ex.森は生きている）、武藤星児を起用している。CDの帯には『平成よ、ありがとう 愛があって、歌があった。』と記されており、ネオ・アダルトミュージックの誕生を謳っている。
- 2019年2〜3月
  - 舞台『世界は一人』（PARCO Produce、岩井秀人作・演出）で音楽・ボーカル・演奏を担当。

## ディスコグラフィ

### アルバム
- 『ロマンスカー』（2007年9月5日）

1. 100年後
2. 青い部屋（8beat）
3. こころに脂肪がついちゃった
4. ダンス
5. love
6. ロマンスカー
7. 友達じゃがまんできない
8. 熱海
9. 青い部屋
10. 天気予報
11. 18の夏
12. シークレットトラック．東京の空（piano ver）

- 『さみしいだけ』（2009年1月23日）

1. ロマンチック
2. 鴨川
3. メッセージ
4. 3月のブルース
5. マン・ション
6. さみしいだけ
7. こいつは強い
8. 豆腐
9. sad song
10. だれかの
11. 病（Yah! my blues）
12. とんこつラーメンくさい街

- 『ライブテープ　オリジナル・サウンドトラック』（2010年1月1日）

1. シーン:参拝〜武蔵野八幡宮15時00分〜
2. 18の夏
3. 豆腐
4. 心に脂肪がついちゃった
5. 100年後
6. 生きている私
7. 心に脂肪がついちゃった
8. マン・ション
9. このからだ
10. ロマンスカー
11. 友達じゃがまんできない
12. メッセージ
13. ダンス
14. sad song
15. 青い部屋
16. 天気予報
17. 東京の空〜井の頭公園16時15分〜

- 『ファックミー』（2011年2月6日）

1. 旅
2. 石
3. 女と
4. ヒマだから
5. ファックミー
6. 雨のふる街
7. あたらしい朝
8. コーヒーブルース
9. タワー浴場
10. せなか
11. 牛

- 『オレらは肉の歩く朝』（2013年1月23日）

1. 国歌コーラン節
2. 伊豆の踊り子
3. 興味があるの
4. 看護婦たちは
5. オレらは肉の歩く朝
6. 海が見た夢
7. 東京の空
8. ジョギングしたり、タバコやめたり
9. 街の灯り
10. .東京2011
11. あんな夏
12. 女を買いに行こう

- 『ハッピーランチ』（2013年12月11日）

1. ねえ、タクシー
2. 花と遊ぶ
3. カフェ・オレ
4. 冬の海>
5. 雨も一緒に
6. 悩み、不安、最高！！
7. こどもの日
8. ひとみとひとみ
9. 愛はボっき
10. ばかみたい
11. ジャングルのともだち
12. TOKYO STATION HOTEL

- 『サクラ』（2018年4月25日）

1. 山に囲まれても
2. 今の時代がいちばんいいよ
3. アマクサマンボ・ブギ
4. 嵐〜星での暮らし〜
5. 夏が洗い流したらまた
6. マイ・スウィート・リトル・ダンサー
7. 大通りのブルース
8. SHINJUKU AVENUE
9. 虫のようなオッサン
10. 人生って
11. いのちのきらめき
12. ロマンティックにいかせて
13. 防波堤

### CDブック
- 『今の時代がいちばんいいよ』（2015年12月7日）

1. だれかの
2. 今の時代がいちばんいいよ
3. SHINJUKU AVENUE
4. このからだ
5. 100年後
6. 新幹線の速さで毎日は
7. 友達じゃがまんできない
8. 私の怒りとは
9. 東京の空
10. 野蛮なふりをして
11. 吾郎

### コンピレーションアルバム
- NICESHOT V.A WAGON（2006年10月30日）
  - さむつらす「K.A」前野健太「青い部屋」収録

- VA / U.F.O.CLUB TOKYO JAPAN vol.5（2008年5月20日）
  - 「豆腐」（前野健太 with おとぎ話）で参加

- VA / ニャンでもない日には （2009年5月20日）
  - M-10「雨のふる街」で参加。3rdアルバム『ファックミー』に収録されているものとは別バージョン。

- 『新・人間万葉歌〜阿久悠作詞集』（2010年9月8日）
  - 「花のように 鳥のように」で参加。

### 配信限定シングル
- ｢今夜、僕は君の腕の中で、君は僕の腕の中で｣ - （2019年11月29日）※蝙蝠ユキオ名義

### その他
- 前野健太 / LOVE 2002-2003
- さむつらす / さむつらす（2006年7月）
- 前野健太バンド / LIVE 2006.10.01（2007年3月）
- 前野健太＆三輪二郎『8月 for 幻聴』（2007年8月）
- VA / うたディスク（2008年2月） - 「パリの夜」収録

### タイアップ
- いのちのきらめき - 地域発ドラマ あったまるユートピア（2018年1月24日、NHK BSプレミアム）主題歌[3][4]

### 楽曲提供
| アーティスト名 | 楽曲タイトル   | クレジット | 発売日       | 備考                      |
| -------------- | -------------- | ---------- | ------------ | ------------------------- |
| YUKI           | 「口実にして」 | 作曲       | 2019年2月6日 | アルバム「forme」に収録。 |

## 主な出演

### 映画
- ライブテープ（2009年12月26日公開、SPOTTED PRODUCTIONS）　※前野のドキュメンタリー映画
- 変態だ（2016年12月10日公開、松竹ブロードキャスティング/アーク・フィルムズ） - 主演・その男 役 [5]
- 猿楽町で会いましょう（2020年6月4日公開、エレファントハウス） - 雑誌編集長 役

### テレビドラマ
- いだてん〜東京オリムピック噺〜（2019年、NHK大河ドラマ） - 亀倉雄策 役
- 時効警察はじめました（2019年、テレビ朝日） - シンガーソングライター・蝙蝠ユキオ 役
- 有村架純の撮休 第8話　バッティングセンターで待ちわびるのは（2020年5月9日、WOWWOW） - 二郎（職業不詳の男） 役

### ウェブドラマ
- 舞妓さんちのまかないさん（2023年1月12日、Netflix） - 美能浩二 役

### テレビ番組
- WOWOW PLUS MUSIC -深夜1時の音楽タイム-  前野健太のどーして歌は生まれんの（2020年3月16日・4月6日・4月20・5月4日〈予定〉、歌謡ポップスチャンネル）[6]

### 舞台
- コドモ発射プロジェクト『なむはむだはむ』（2017年2月 - 3月、東京芸術劇場シアターウエスト）[2]
- PARCO Produce『世界は一人』（2019年2月 - 3月、東京芸術劇場プレイハウス）

### CM
- au（2012年）
- パチンココンコルド
  - 「コンコル土鍋の唄」篇（2021年）[7]
  - 「人はそれをPAYAと呼ぶんだぜ。」篇（2022年）

## 備考
- 松江哲明は「鴨川」のMVも手がけている[8]。
- 「前野健太 with おとぎ話」でしか披露されない「チョコレート・ファッション・ブルース」という曲がある。
- 2ndアルバムのジャケットは、漫画家の本秀康が手がける。
- 2012年7月4日にディスクユニオン新宿本館BF日本のロック・インディーズ館の10周年を祝して発売された『ディスクユニオン新宿本館日本のロックインディーズ館10周年CD』の5曲目には、「前野健太 with おとぎ話」のおとぎ話による彼の2作目『さみしいだけ』収録の「さみしいだけ」のカヴァーが収録されている。
- 劇作家の原田ゆうは幼なじみであり、小・中学校の同級生である。